# Tomás Barrera Saavedra
Tomás Barrera Saavedra (La Solana, província de Ciudad Real, 13 de febrer de 1870 - Madrid, 16 de juliol de 1938) fou un compositor espanyol autor de sarsueles.

## Biografia
Fill d'un ebenista, el seu pare pensava dedicar-lo al mateix ofici, però davant la decidida afició del noi a la música, i no permetent-li els seus recursos una altra cosa, assolí que entrés com a xicot de magatzem en un establiment de pianos d'Alacant, i allà va aprendre aquest instrument i es familiaritzà en l'estudi dels clàssics. Anys més tard es traslladà a Madrid amb una carta de recomanació per a Ruperto Chapí, el qual va fer entrar en l'orquestra del Teatro de la Zarzuela, li cercà un mestre i des de llavors fou el seu protector constant, com ho havia sigut d'altres músics, pagant-li Barrera amb una devota admiració.
Amb Chapí i el mestre Valentín Arín Goenaga cursà harmonia i composició, i dedicant-se a aquesta última des que acabà la carrera, cultivà amb preferència la música de teatre i començà a donar-se conèixer avantatjada ment, arribant a ocupar un lloc distingit entre els compositors espanyols de l'època, havent fet lloables temptatives per portar el género chico un art seriós i assenyat.

## Obres
Estrenà la seva primera obra, El Olivar, en col·laboració amb Serrano, el 1900, i a partir d'aquesta data donà a l'escena nombroses produccions destacant-se entre les més aplaudides:
- La vara del alcalde;
- Las manzanas de oro;
- El maño;
- El carro de las Cortes de la Muerte, per la que va compondre un preludi simfònic d'elevada inspiració i excel·lenment ambientada;
- La hija del Mar;
- La suerte de la fea;
- Emigrantes;
- La Virgen Capitana, és trenada amb èxit clamorós a Saragossa el 1923.

A més hi figuren entre les seves obres.
- Floridor (1898);
- El petit ufette (1899);
- El Código penal (1901);
- Piquito de oro (1903);
- La silla de manos (1905);
- Ideícas (1905);
- La cantinera (1906);
- Manolo el afilador (1906);
- La mujer de cartón (1906);
- Villa alegre (1906);
- Calinez (1906);
- El delfin (1907);
- Cantos baturros (1908);
- El celoso extremeño (1908);
- El guarda jurao (1908);
- Cuentan de un sabio... (1908);
- El Aretino (1908);
- La canción a la vida (1909);
- A.C. y T. (1909);
- La Tajadera (1909);
- La payesa de Sarrià, sobre un llibre d'Eguilaz, arranjat per M. Fernández de la Puente.

Entre les seves composicions simfòniques destaca la titulada Mosaicos. També és popular la seva cançó Granadinas inclosa en el seu repertori per Tito Schipa, Miguel Fleta i altres famosos cantants, i que el compositorseparà de la seva sarsuela Emigrantes.